# Фолинг Вотерс (Западна Вирџинија)
Фолинг Вотерс (енгл. Falling Waters) насељено је место без административног статуса у америчкој савезној држави Западна Вирџинија.

## Демографија
По попису из 2010. године број становника је 876.
| Група             | 2000.    | 2010.       |
| Белци             | 0 (0,0%) | 787 (89,8%) |
| Афроамериканци    | 0 (0,0%) | 41 (4,7%)   |
| Азијати           | 0 (0,0%) | 1 (0,1%)    |
| Хиспаноамериканци | 0 (0,0%) | 20 (2,3%)   |
| Укупно            | 0        | 876         |